# Cleocária
Na mitologia grega, Cleocária era uma ninfa náiade. Ela era casada com o rei Lélex da Lacônia. Cleocária era ancestral da família real espartana e deu à luz dois filhos: Miles e Policaão. Seu filho, Miles, teve um filho chamado Eurotas. Eurotas teve uma filha chamada Esparta, que se casou com Lacedemão.